# Persone di nome Fernando
| Questa pagina contiene informazioni ricavate automaticamente dalle voci biografiche con l'ausilio del template Bio e di un bot. L'aggiornamento è periodico e automatico e ricostruisce completamente la pagina. Se manca una persona in questa lista, sei pregato di non aggiungerla, ma accertati piuttosto che la sua voce biografica contenga il template Bio e che i dati anagrafici siano correttamente compilati. Se il template Bio manca, inseriscilo tu stesso o, in alternativa, metti l'avviso {{tmp\|Bio}} che ne segnala la mancanza. Se i dati riportati sono sbagliati, correggi direttamente la voce biografica; le modifiche saranno visibili in questa lista entro pochi giorni. Per chiarimenti vedi il progetto antroponimi. La lista contiene solo le 611 persone che sono citate nell'enciclopedia e per le quali è stato implementato correttamente il template Bio. Pagina aggiornata al 6 ago 2025. |

Questa è una lista di persone presenti nell'enciclopedia che hanno il nome Fernando, suddivise per attività principale.

## Allenatori di calcio(31)
- Fernando Amorebieta, allenatore di calcio, dirigente sportivo e ex calciatore venezuelano (Cantaura, n. 1985)
- Fernando Bandeirinha, allenatore di calcio e ex calciatore portoghese (Porto, n. 1962)
- Fernando Batista, allenatore di calcio e ex calciatore argentino (Buenos Aires, n. 1970)
- Fernando Brassard, allenatore di calcio e ex calciatore portoghese (Lourenço Marques, n. 1972)
- Fernando Castro Santos, allenatore di calcio spagnolo (Pontevedra, n. 1952)
- Fernando Clavijo, allenatore di calcio, calciatore e giocatore di calcio a 5 uruguaiano (Maldonado, n. 1956 - Fort Lauderdale, † 2019)
- Fernando Correa, allenatore di calcio e ex calciatore uruguaiano (Montevideo, n. 1974)
- Fernando Diniz, allenatore di calcio e ex calciatore brasiliano (Patos de Minas, n. 1974)
- Fernando Lúcio da Costa, allenatore di calcio e calciatore brasiliano (Goiânia, n. 1978 - Aruanã, † 2014)
- Fernando Miguel Fernández Escribano, allenatore di calcio e ex calciatore spagnolo (Malaga, n. 1979)
- Fernando Gago, allenatore di calcio e ex calciatore argentino (Ciudadela, n. 1986)
- Fernando Gamboa, allenatore di calcio e ex calciatore argentino (Marcos Juárez, n. 1970)
- Fernando Giner, allenatore di calcio e ex calciatore spagnolo (Alboraya, n. 1964)
- Fernando Jubero, allenatore di calcio e dirigente sportivo spagnolo (Barcellona, n. 1974)
- Fernando Lancioni, allenatore di calcio e calciatore italiano (Chiaravalle Ancona, n. 1909 - Genova, † 1980)
- Fernando Martínez Perales, allenatore di calcio e ex calciatore spagnolo (Valencia, n. 1967)
- Fernando Mendes, allenatore di calcio e calciatore portoghese (Seia, n. 1937 - Lisbona, † 2016)
- Fernando Morientes, allenatore di calcio e ex calciatore spagnolo (Cilleros, n. 1976)
- Fernando Orsi, allenatore di calcio e ex calciatore italiano (Roma, n. 1959)
- Fernando Ortiz, allenatore di calcio e ex calciatore argentino (Corral de Bustos, n. 1977)
- Fernando Paternoster, allenatore di calcio e calciatore argentino (Pehuajó, n. 1903 - Buenos Aires, † 1967)
- Fernando Vázquez, allenatore di calcio spagnolo (Castrofeito, n. 1954)
- Fernando Quirarte, allenatore di calcio e ex calciatore messicano (Guadalajara, n. 1956)
- Fernando Sales, allenatore di calcio e ex calciatore spagnolo (Siviglia, n. 1977)
- Fernando Santos, allenatore di calcio e ex calciatore portoghese (Lisbona, n. 1954)
- Fernando Sánchez Cipitria, allenatore di calcio e ex calciatore spagnolo (Madrid, n. 1971)
- Fernando Torres, allenatore di calcio e ex calciatore spagnolo (Fuenlabrada, n. 1984)
- Fernando Vergara, allenatore di calcio e ex calciatore cileno (Santiago del Cile, n. 1967)
- Nando Yosu, allenatore di calcio e calciatore spagnolo (Mungia, n. 1939 - Santander, † 2016)
- Fernando de Ornelas, allenatore di calcio e ex calciatore venezuelano (Caracas, n. 1976)
- Fernando Caiado, allenatore di calcio e calciatore portoghese (n. 1925 - † 2006)

## Allenatori di calcio a 5(1)
- Fernando Maciel Gonçalves, allenatore di calcio a 5 e ex giocatore di calcio a 5 brasiliano (San Paolo, n. 1980)

## Allenatori di pallacanestro(1)
- Fernando Duró, allenatore di pallacanestro argentino (Buenos Aires, n. 1960)

## Allenatori di pallavolo(1)
- Fernando Morales, allenatore di pallavolo e ex pallavolista portoricano (San Juan, n. 1982)

## Allenatori di tennis(2)
- Fernando González, allenatore di tennis e ex tennista cileno (Santiago del Cile, n. 1980)
- Fernando Vicente, allenatore di tennis e ex tennista spagnolo (Benicarló, n. 1977)

## Altisti(1)
- Fernando Ferreira, altista brasiliano (Ribeirão Preto, n. 1994)

## Anglisti(1)
- Fernando Ferrara, anglista, critico letterario e saggista italiano (L'Aquila, † 1996)

## Antifascisti(1)
- Fernando De Rosa, antifascista italiano (Milano, n. 1908 - Guadarrama, † 1936)

## Antropologi(1)
- Fernando Ortiz Fernández, antropologo, etnomusicologo e saggista cubano (L'Avana, n. 1881 - L'Avana, † 1969)

## Arbitri di calcio(3)
- Fernando Lazzaroni, arbitro di calcio italiano (Bovisio Masciago, n. 1931 - Desio, † 1996)
- Fernando Rapallini, arbitro di calcio argentino (La Plata, n. 1978)
- Fernando Tani, arbitro di calcio italiano (Livorno, n. 1941 - Livorno, † 2019)

## Archeologi(1)
- Fernando Malavolti, archeologo e speleologo italiano (Modena, n. 1913 - Modena, † 1954)

## Architetti(3)
- Fernando de Casas Novoa, architetto spagnolo (Santiago di Compostela, n. 1670 - Santiago di Compostela, † 1750)
- Fernando Clemente, architetto e urbanista italiano (Sassari, n. 1917 - Cagliari, † 1998)
- Fernando Távora, architetto portoghese (Porto, n. 1923 - Matosinhos, † 2005)

## Arcivescovi cattolici(3)
- Fernando de Castro y Andrade, arcivescovo cattolico spagnolo (Betanzos, n. 1594 - † 1664)
- Fernando José Monteiro Guimarães, arcivescovo cattolico brasiliano (Recife, n. 1946)
- Fernando Sáenz Lacalle, arcivescovo cattolico e missionario spagnolo (Cintruénigo, n. 1932 - La Libertad, † 2022)

## Artisti(1)
- Fernando Alvim, artista angolano (Luanda, n. 1963)

## Assassini seriali(1)
- Fernando Hernández Leyva, serial killer messicano (Cuernavaca, n. 1964)

## Attori(24)
- Fernando Andina, attore spagnolo (Madrid, n. 1976)
- Fernando Caride, attore argentino (Burzaco, n. 1953)
- Fernando Carrillo, attore televisivo e cantante venezuelano (Caracas, n. 1966)
- Fernando Cerulli, attore italiano (Roma, n. 1926 - Roma, † 2018)
- Fernando Colunga, attore messicano (Città del Messico, n. 1966)
- Fernando Conde, attore spagnolo (Ibdes, n. 1952)
- Fernando Cormick, attore argentino (La Plata, n. 1971)
- Fernando Coronado, attore spagnolo (Madrid, n. 1974)
- Fernando Eiras, attore brasiliano (Rio de Janeiro, n. 1957)
- Fernando Farese, attore italiano (Mantova, n. 1901 - Firenze, † 1956)
- Fernando Funan Chien, attore, stuntman e doppiatore taiwanese (Taipei, n. 1974)
- Fernando Guillén Cuervo, attore, scrittore e regista spagnolo (Barcellona, n. 1963)
- Fernando Lamas, attore, regista e nuotatore argentino (Buenos Aires, n. 1915 - Los Angeles, † 1982)
- Fernando Lindez, attore e modello spagnolo (Madrid, n. 2000)
- Fernando Moreno, attore venezuelano
- Fernando Poe Jr., attore, regista e politico filippino (Manila, n. 1939 - Manila, † 2004)
- Fernando Poe, attore, regista e produttore cinematografico filippino (San Carlos, n. 1916 - Manila, † 1951)
- Fernando Ramallo, attore spagnolo (Madrid, n. 1980)
- Fernando Rey, attore spagnolo (La Coruña, n. 1917 - Madrid, † 1994)
- Fernando Sancho, attore spagnolo (Saragozza, n. 1916 - Madrid, † 1990)
- Fernando Schweitzer, attore e giornalista brasiliano (Santiago de Compostela, n. 1982)
- Fernando Soler, attore, regista e produttore cinematografico messicano (Saltillo, n. 1896 - Città del Messico, † 1979)
- Nando Tamberlani, attore, scenografo e regista italiano (Campi Salentina, n. 1896 - Milano, † 1967)
- Fernando Tejero, attore spagnolo (Cordova, n. 1967)

## Attori teatrali(2)
- Fernando Díaz de Mendoza, attore teatrale spagnolo (Murcia, n. 1862 - Vigo, † 1930)
- Fernando Pannullo, attore teatrale, regista teatrale e drammaturgo italiano (Gorizia, n. 1936 - Roma, † 2019)

## Aviatori(1)
- Fernando Soto Henríquez, aviatore e ufficiale honduregno (Tegucigalpa, n. 1939 - Tegucigalpa, † 2006)

## Avvocati(4)
- Fernando de la Rúa, avvocato, docente e politico argentino (Córdoba, n. 1937 - Loma Verde, † 2019)
- Fernando García Macua, avvocato spagnolo (Bilbao, n. 1963)
- Fernando Lamikiz, avvocato e economista spagnolo (Guernica, n. 1959)
- Fernando Talaverano Gallegos, avvocato e funzionario spagnolo (Spagna, n. 1563 - Cile, † 1619)

## Bassi(1)
- Fernando Corena, basso svizzero (Ginevra, n. 1916 - Lugano, † 1984)

## Bobbisti(1)
- Fernando Rodríguez, ex bobbista argentino (Buenos Aires, n. 1931)

## Canoisti(2)
- Fernando Jorge, canoista cubano (Cienfuegos, n. 1998)
- Fernando Pimenta, canoista portoghese (Ponte de Lima, n. 1989)

## Canottieri(1)
- Fernando Climent, ex canottiere spagnolo (Coria del Río, n. 1958)

## Cantanti(4)
- Fernando Daniel, cantante portoghese (Estarreja, n. 1996)
- FF, cantante portoghese (Lisbona, n. 1987)
- Polo Montañez, cantante cubano (Pinar del Río, n. 1955 - L'Avana, † 2002)
- Fernando Terremoto, cantante spagnolo (Jerez de la Frontera, n. 1969 - Jerez de la Frontera, † 2010)

## Cantautori(2)
- Fernando Fher Olvera, cantautore messicano (Puebla, n. 1959)
- Fernando Ubiergo, cantautore e musicista cileno (Valparaíso, n. 1953)

## Cardinali(12)
- Fernando Cento, cardinale e arcivescovo cattolico italiano (Pollenza, n. 1883 - Roma, † 1973)
- Fernando Natalio Chomalí Garib, cardinale e arcivescovo cattolico cileno (Santiago del Cile, n. 1957)
- Fernando Filoni, cardinale e arcivescovo cattolico italiano (Manduria, n. 1946)
- Fernando Niño de Guevara, cardinale spagnolo (Toledo, n. 1541 - Siviglia, † 1609)
- Fernando de la Puente y Primo de Rivera, cardinale e arcivescovo cattolico spagnolo (Cadice, n. 1808 - Madrid, † 1867)
- Fernando Pérez Calvillo, cardinale spagnolo (Tarazona - Tarazona, † 1404)
- Fernando Quiroga y Palacios, cardinale e arcivescovo cattolico spagnolo (San Pedro de Maceda, n. 1900 - Madrid, † 1971)
- Fernando Sebastián Aguilar, cardinale e arcivescovo cattolico spagnolo (Calatayud, n. 1929 - Malaga, † 2019)
- Fernando de Sousa e Silva, cardinale e patriarca cattolico portoghese (Lisbona, n. 1712 - Lisbona, † 1786)
- Fernando Spinelli, cardinale italiano (Napoli, n. 1728 - Roma, † 1795)
- Fernando de Toledo Oropesa, cardinale spagnolo (Spagna, n. 1520 - Oropesa, † 1590)
- Fernando Vérgez Alzaga, cardinale e arcivescovo cattolico spagnolo (Salamanca, n. 1945)

## Cestisti(24)
- Fernando Arcega, ex cestista spagnolo (Saragozza, n. 1960)
- Fernando Benítez, cestista messicano (Tepic, n. 1989)
- Fernando Borcel, ex cestista argentino (Buenos Aires, n. 1967)
- Fernando Claudet, ex cestista peruviano (Lima, n. 1940)
- Fernando Dose, cestista paraguaiano (Pedro Juan Caballero, n. 1994)
- Luis Duarte, cestista peruviano (Piura, n. 1941 - Lima, † 2017)
- Fernando Fattori, ex cestista italiano (Ancona, n. 1945)
- Fernando Pereira de Freitas, cestista brasiliano (Niterói, n. 1934 - Niterói, † 2006)
- Fernando Font, cestista e allenatore di pallacanestro spagnolo (Ceuta, n. 1915 - Barcellona, † 2002)
- Fernando Labella, ex cestista argentino (Buenos Aires, n. 1971)
- Fernando Martínez Pan, cestista uruguaiano (Montevideo, n. 1979)
- Fernando Martín, cestista spagnolo (Madrid, n. 1962 - Madrid, † 1989)
- Fernando Muscat, cestista spagnolo (Tobed, n. 1911 - Barcellona, † 2000)
- Fernando Ortiz, ex cestista portoricano (Aibonito, n. 1977)
- Fernando Pinillo, cestista panamense (n. 1959 - Colón, † 2022)
- Fernando Prato, ex cestista argentino (Córdoba, n. 1951)
- Fernando Raposo, cestista francese (Stoccarda, n. 1989)
- Fernando Rojas, cestista messicano (Orizaba, n. 1921 - † 2016)
- Fernando Romay, ex cestista e ex giocatore di football americano spagnolo (La Coruña, n. 1959)
- Fernando Ruiz, cestista peruviano (n. 1916)
- Fernando San Emeterio, ex cestista e allenatore di pallacanestro spagnolo (Santander, n. 1984)
- Fernando Sousa, ex cestista portoghese (Coimbra, n. 1981)
- Fernando Tiscareño, ex cestista messicano (Ciudad Juárez, n. 1945)
- Fernando Zurbriggen, cestista argentino (Santa Fe, n. 1997)

## Chitarristi(1)
- Fernando Von Arb, chitarrista svizzero (Fulenbach, n. 1953)

## Ciclisti su strada(5)
- Fernando Barceló, ciclista su strada spagnolo (Huesca, n. 1996)
- Fernando Escartín, ex ciclista su strada spagnolo (Biescas, n. 1968)
- Fernando Gaviria, ciclista su strada e pistard colombiano (La Ceja, n. 1994)
- Fernando Manzaneque, ciclista su strada, pistard e dirigente sportivo spagnolo (Campo de Criptana, n. 1934 - Alcázar de San Juan, † 2004)
- Fernando Tercero, ciclista su strada spagnolo (Valdepeñas, n. 2001)

## Clavicembalisti(1)
- Fernando De Luca, clavicembalista, organista e compositore italiano (Roma, n. 1961)

## Compositori(3)
- Fernando Liuzzi, compositore e musicologo italiano (Senigallia, n. 1884 - Firenze, † 1940)
- Fernando Mencherini, compositore e musicista italiano (Fermignano, n. 1949 - Cagli, † 1997)
- Fernando Velázquez, compositore e direttore d'orchestra spagnolo (Getxo, n. 1976)

## Conduttori radiofonici(1)
- Fernando Proce, conduttore radiofonico, giornalista e cantante italiano (Racale, n. 1965)

## Contrabbassisti(1)
- Fernando Grillo, contrabbassista e compositore italiano (Foggia, n. 1945 - Perugia, † 2013)

## Cuochi(1)
- Ferran Adrià, cuoco spagnolo (L'Hospitalet de Llobregat, n. 1962)

## Danzatori(2)
- Fernando Bujones, ballerino e direttore artistico statunitense (Miami, n. 1955 - Miami, † 2005)
- Fernando Sosa, ballerino uruguaiano (Montevideo, n. 1977)

## Direttori d'orchestra(2)
- Fernando Paggi, direttore d'orchestra e musicista italiano (Torino, n. 1914 - Canobbio, † 1973)
- Fernando Previtali, direttore d'orchestra e compositore italiano (Adria, n. 1907 - Roma, † 1985)

## Direttori della fotografia(1)
- Fernando Risi, direttore della fotografia italiano (Roma, n. 1890)

## Dirigenti d'azienda(1)
- Fernando Carro, dirigente d'azienda e dirigente sportivo spagnolo (Barcellona, n. 1964)

## Dirigenti sportivi(7)
- Fernando Couto, dirigente sportivo, allenatore di calcio e ex calciatore portoghese (Espinho, n. 1969)
- Fernando Hierro, dirigente sportivo, allenatore di calcio e ex calciatore spagnolo (Vélez-Málaga, n. 1968)
- Fernando Marino, dirigente sportivo e imprenditore italiano (Martina Franca, n. 1963)
- Fernando Martinuzzi, dirigente sportivo e ex calciatore argentino (Avellaneda, n. 1980)
- Fernando Molinos, dirigente sportivo e ex calciatore spagnolo (Soria, n. 1950)
- Fernando Saraceni, dirigente sportivo, allenatore di calcio e calciatore italiano (Roma, n. 1891 - Roma, † 1956)
- Fernando Soriano, dirigente sportivo, allenatore di calcio e ex calciatore spagnolo (Saragozza, n. 1979)

## Disc jockey(2)
- DJ Marlboro, disc jockey brasiliano
- Mastiksoul, disc jockey e produttore discografico portoghese (Angola, n. 1977)

## Drammaturghi(1)
- Fernando Arrabal, drammaturgo, saggista e regista spagnolo (Melilla, n. 1932)

## Economisti(3)
- Fernando Botero Zea, economista, politico e imprenditore messicano (Città del Messico, n. 1956)
- Fernando Medina, economista e politico portoghese (Porto, n. 1973)
- Fernando Vianello, economista italiano (Bologna, n. 1939 - Roma, † 2009)

## Editori(1)
- Fernando Ribeiro de Mello, editore portoghese (Porto, n. 1941 - Coimbra, † 1992)

## Fantini(1)
- Fernando Leoni, fantino italiano (Monticello Amiata, n. 1908 - Monticello Amiata, † 1982)

## Filologi(1)
- Fernando Lázaro Carreter, filologo spagnolo (Saragozza, n. 1923 - Madrid, † 2004)

## Filosofi(2)
- Fernando Inciarte, filosofo e scrittore spagnolo (Madrid, n. 1929 - Pamplona, † 2000)
- Fernando Savater, filosofo, saggista e romanziere spagnolo (San Sebastián, n. 1947)

## Fotografi(1)
- Fernando Pereira, fotografo portoghese (n. 1950 - † 1985)

## Fumettisti(3)
- Fernando Caretta, fumettista italiano (Lizzanello, n. 1968)
- Fernando Fernández, fumettista spagnolo (Barcellona, n. 1940 - Barcellona, † 2010)
- Fernando Fusco, fumettista e pittore italiano (Ventimiglia, n. 1929 - Città di Castello, † 2015)

## Generali(12)
- Fernando Tamagnini de Abreu e Silva, generale portoghese (Tomar, n. 1856 - Lisbona, † 1924)
- Fernando Afán de Ribera, duca di Alcalá, generale e politico spagnolo (Siviglia, n. 1583 - Villach, † 1637)
- Fernando Romeo Lucas García, generale e politico guatemalteco (San Juan Chamelco, n. 1924 - Puerto La Cruz, † 2006)
- Fernando Gelich, generale italiano (Verona, n. 1889 - Roma, † 1950)
- Fernando Giancotti, generale italiano (Roma, n. 1957)
- Fernando Matthei, generale e politico cileno (Osorno, n. 1925 - Santiago del Cile, † 2017)
- Fernando Primo de Rivera, generale e politico spagnolo (Siviglia, n. 1831 - Madrid, † 1921)
- Fernando de Santiago y Díaz de Mendívil, generale e politico spagnolo (Madrid, n. 1910 - Madrid, † 1994)
- Fernando Silvestri, generale e aviatore italiano (Roma, n. 1896 - Roma, † 1959)
- Fernando Soleti, generale italiano (Roma, n. 1891 - Roma, † 1978)
- Fernando Tanucci Nannini, generale italiano (Foggia, n. 1896 - Napoli, † 1981)
- Fernando de Silva y Alvarez de Toledo, XII duca d'Alba, generale e diplomatico spagnolo (Vienna, n. 1714 - Madrid, † 1776)

## Geodeti(1)
- Fernando Sansò, geodeta italiano (Milano, n. 1945)

## Ginnasti(1)
- Fernando Bonatti, ginnasta italiano (Genova, n. 1894 - Genova, † 1974)

## Giocatori di baseball(6)
- Fernando Abad, giocatore di baseball dominicano (La Romana, n. 1985)
- Fernando Rodney, giocatore di baseball dominicano (Samaná, n. 1977)
- Fernando Salas, giocatore di baseball messicano (Huatabampo, n. 1985)
- Fernando Tatís Jr., giocatore di baseball dominicano (San Pedro de Macorís, n. 1999)
- Fernando Tatís, ex giocatore di baseball dominicano (San Pedro de Macorís, n. 1975)
- Fernando Valenzuela, giocatore di baseball messicano (Etchohuaquila, n. 1960 - Los Angeles, † 2024)

## Giocatori di calcio a 5(7)
- Fernando Cardinal, ex giocatore di calcio a 5 portoghese (Porto, n. 1985)
- Fernando Nascimento Cosme, giocatore di calcio a 5 brasiliano (San Paolo, n. 1983)
- Fernando Leitão, ex giocatore di calcio a 5 brasiliano (San Paolo, n. 1981)
- Fernando Lozano, ex giocatore di calcio a 5 argentino (n. 1961)
- Fernando Poggi, ex giocatore di calcio a 5 argentino (Buenos Aires, n. 1979)
- Fernando Silveira, giocatore di calcio a 5 brasiliano (Botucatu, n. 1983)
- Fernando Wilhelm, giocatore di calcio a 5 argentino (Buenos Aires, n. 1982)

## Giocatori di football americano(3)
- Fernando Bryant, ex giocatore di football americano statunitense (Albany, n. 1977)
- Fernando Giovanotti, ex giocatore di football americano e allenatore di football americano brasiliano
- Fernando Velasco, giocatore di football americano statunitense (Harris, n. 1985)

## Giornalisti(3)
- Fernando Aurini, giornalista e critico musicale italiano (Teramo, n. 1920 - Teramo, † 2003)
- Fernando Fratarcangeli, giornalista, scrittore e critico musicale italiano (Ripi, n. 1947)
- Nando Martellini, giornalista italiano (Piperno, n. 1921 - Roma, † 2004)

## Giuristi(2)
- Fernando Grande-Marlaska, giurista, magistrato e politico spagnolo (Bilbao, n. 1962)
- Fernando Vázquez de Menchaca, giurista e umanista spagnolo (Valladolid, n. 1512 - Siviglia, † 1569)

## Immunologi(1)
- Fernando Aiuti, immunologo e politico italiano (Urbino, n. 1935 - Roma, † 2019)

## Imprenditori(1)
- Fernand du Chêne de Vère, imprenditore e mecenate francese († 1943)

## Incisori(1)
- NOF4, incisore italiano (Roma, n. 1927 - Volterra, † 1994)

## Informatici(1)
- Fernando J. Corbató, informatico statunitense (Oakland, n. 1926 - Newburyport, † 2019)

## Ingegneri(1)
- Fernando Lizzi, ingegnere italiano (Castelnuovo di Porto, n. 1914 - Napoli, † 2003)

## Lottatori(1)
- Fernando Lapalorcia, lottatore italiano (Maglie, n. 1893 - Bari, † 1963)

## Magistrati(1)
- Fernando Santosuosso, magistrato, scrittore e poeta italiano (Benevento, n. 1926 - Roma, † 2021)

## Marciatori(1)
- Fernando Altimani, marciatore italiano (Milano, n. 1893 - Milano, † 1963)

## Martellisti(1)
- Fernando Vandelli, martellista italiano (Modena, n. 1907 - Modena, † 1977)

## Matematici(2)
- Fernando Codá Marques, matematico brasiliano (São Carlos, n. 1979)
- Fernando Zalamea, matematico, filosofo e divulgatore scientifico colombiano (Bogotà, n. 1959)

## Medici(3)
- Fernando Baquero Mochales, medico spagnolo (Madrid, n. 1941)
- Fernando De Ritis, medico e filantropo italiano (Fara Filiorum Petri, n. 1911 - Milano, † 1985)
- Fernando Franzolini, medico italiano (Udine, n. 1840 - Udine, † 1905)

## Mezzofondisti(1)
- Fernando Mamede, ex mezzofondista portoghese (Beja, n. 1951)

## Militari(12)
- Fernando Chieffi, militare italiano (Barletta, n. 1912 - Guri i Topit, † 1941)
- Fernando Condés, militare spagnolo (Lavadores, n. 1906 - Somosierra, † 1936)
- Fernando Ferri, militare italiano (Palermo, n. 1916 - Bubesi quota 715, † 1941)
- Fernando Malvezzi, militare e aviatore italiano (Noceto, n. 1912 - † 2003)
- Fernando Masone, militare, poliziotto e prefetto italiano (Pescolamazza, n. 1936 - Roma, † 2003)
- Fernando Otorgués, militare e politico uruguaiano (n. 1774 - Montevideo, † 1831)
- Fernando Pereira, militare saotomense
- Fernando Rivera y Moncada, militare e esploratore spagnolo (Compostela, n. 1725 - Yuma, † 1781)
- Salgueiro Maia, militare portoghese (Castelo de Vide, n. 1944 - Santarém, † 1992)
- Fernando Stefanizzi, militare italiano (Muro Leccese, n. 1957 - San Damiano d'Asti, † 1988)
- Fernando de Valdés y Tamón, militare e politico spagnolo (Oviedo, n. 1661 - Cuernavaca, † 1740)
- Fernando Primo de Rivera y Orbaneja, ufficiale e militare spagnolo (Jerez de la Frontera, n. 1879 - Monte Arruit, † 1921)

## Montatori(1)
- Fernando Tropea, montatore italiano (Bracciano, n. 1905 - Castel San Pietro Romano, † 1985)

## Nobili(9)
- Fernando de Alencastre, nobile spagnolo (Madrid, n. 1662 - Città del Messico, † 1717)
- Fernando Alvarado Tezozómoc, nobile azteco
- Fernando Álvarez de Toledo, nobile e generale spagnolo (Piedrahíta, n. 1507 - Lisbona, † 1582)
- Fernando Ansúrez, nobile spagnolo
- Fernando di Castiglia e Mendoza, conte di Marin, nobile spagnolo (Alcalá de Henares, n. 1500 - La Palma, † 1574)
- Fernando Fajardo y Álvarez de Toledo, nobile spagnolo (Madrid, n. 1635 - Madrid, † 1693)
- Fernando Ruiz de Castro, nobile spagnolo (Cuéllar, n. 1548 - Napoli, † 1601)
- Fernando Torres de Portugal y Mesía, nobile spagnolo
- Fernando de Gurrea y Aragón, nobile spagnolo (Pedrola, n. 1546 - Miranda de Ebro, † 1592)

## Nuotatori(7)
- Fernando Bonaldo, ex nuotatore, cestista e atleta paralimpico italiano (Villa del Conte, n. 1962)
- Fernando Díaz del Río, nuotatore artistico spagnolo (Las Palmas de Gran Canaria, n. 2003)
- Fernando Lopes, nuotatore angolano (n. 1964 - Luanda, † 2020)
- Fernando Madeira, nuotatore e pallanuotista portoghese (Oeiras, n. 1932 - Oeiras, † 2025)
- Fernando Rodríguez, ex nuotatore peruviano (n. 1963)
- Fernando Scheffer, nuotatore brasiliano (Canoas, n. 1998)
- Fernando Scherer, nuotatore brasiliano (Florianópolis, n. 1974)

## Paleontologi(1)
- Fernando Novas, paleontologo argentino (Buenos Aires, n. 1960)

## Pallamanisti(1)
- Fernando Hernández, ex pallamanista spagnolo (Valladolid, n. 1973)

## Pallavolisti(3)
- Fernando Kreling, pallavolista brasiliano (Caxias do Sul, n. 1996)
- Fernando Hernández, pallavolista cubano (L'Avana, n. 1989)
- Fernando Roscio de Ávila, ex pallavolista brasiliano (Rio de Janeiro, n. 1955)

## Pattinatori di velocità su ghiaccio(1)
- Fernando Alloni, pattinatore di velocità su ghiaccio italiano (Milano, n. 1925 - Milano, † 2015)

## Pianisti(1)
- Fernando Delfini, pianista e direttore d'orchestra italiano (Isernia, n. 1940)

## Piloti automobilistici(1)
- Fernando Alonso, pilota automobilistico spagnolo (Oviedo, n. 1981)

## Piloti motociclistici(1)
- Fernando Cristóbal, pilota motociclistico spagnolo (Madrid, n. 1970)

## Pistard(1)
- Fernand Sanz, pistard e pugile francese (Madrid, n. 1881 - Pau, † 1925)

## Pittori(13)
- Fernando Álvarez de Sotomayor, pittore spagnolo (Ferrol, n. 1875 - Madrid, † 1960)
- Fernando Amorsolo, pittore filippino (Manila, n. 1892 - Manila, † 1972)
- Fernando Botero, pittore, scultore e disegnatore colombiano (Medellín, n. 1932 - Monaco, † 2023)
- Fernando Carcupino, pittore e illustratore italiano (Napoli, n. 1922 - Milano, † 2003)
- Fernando De Filippi, pittore, scultore e scenografo italiano (Lecce, n. 1940)
- Fernando Farulli, pittore e incisore italiano (Firenze, n. 1923 - Firenze, † 1997)
- Fernando Gallego, pittore spagnolo (Salamanca, n. 1440 - Salamanca, † 1507)
- Fernando Gualtieri, pittore e calciatore italiano (Longlaville, n. 1919 - Parigi, † 2024)
- Fernando de los Llanos, pittore spagnolo
- Fernando Melani, pittore e scultore italiano (San Piero di Agliana, n. 1907 - Pistoia, † 1985)
- Fernando Pieruccetti, pittore, disegnatore e fumettista brasiliano (Belo Horizonte, n. 1910 - Belo Horizonte, † 2004)
- Fernando Ronchetti, pittore italiano (Roma, n. 1923 - Langenzersdorf, † 2005)
- Fernando Yáñez de la Almedina, pittore spagnolo (Almedina, n. 1475 - Almedina, † 1537)

## Poeti(7)
- Fernando Acitelli, poeta e scrittore italiano (Roma, n. 1957)
- Fernando Afán de Ribera y Enríquez, Jr., poeta spagnolo (Siviglia, n. 1614 - Palermo, † 1633)
- Fernando Bandini, poeta e scrittore italiano (Vicenza, n. 1931 - Vicenza, † 2013)
- Fernando Maria Brignoli, poeta e politico italiano (Roma, n. 1901 - † 1970)
- Fernando Pessoa, poeta, scrittore e aforista portoghese (Lisbona, n. 1888 - Lisbona, † 1935)
- Fernando Valverde, poeta e filologo spagnolo (Granada, n. 1980)
- Fernando de Herrera, poeta e scrittore spagnolo (Siviglia, n. 1534 - † 1597)

## Politici(26)
- Fernando Albán Salazar, politico, attivista e avvocato colombiano (Palmira, n. 1962 - Caracas, † 2018)
- Fernando Barbiero, politico e medico italiano (Pedivigliano, n. 1923 - Livorno, † 2006)
- Fernando Bassoli, politico italiano (Carpi, n. 1907 - Latina, † 1988)
- Fernando Belaúnde Terry, politico peruviano (Lima, n. 1912 - Lima, † 2002)
- Feliciano Belmonte Jr., politico filippino (Tondo, n. 1936)
- Fernando Henrique Cardoso, politico brasiliano (Rio de Janeiro, n. 1931)
- Fernando Chui Sai-on, politico macaense (Macao, n. 1957)
- Fernando De Marzi, politico e sindacalista italiano (Monterubbiano, n. 1916 - † 1993)
- Fernando Di Giulio, politico e partigiano italiano (Grosseto, n. 1924 - Grosseto, † 1981)
- Fernando Di Laura Frattura, politico italiano (Alfedena, n. 1932 - Campobasso, † 2015)
- Fernando Errázuriz Aldunate, politico cileno (Santiago del Cile, n. 1777 - Santiago del Cile, † 1841)
- Fernando Haddad, politico e politologo brasiliano (San Paolo, n. 1963)
- Fernando Lopez, politico filippino (Iloilo, n. 1904 - Iloilo, † 1993)
- Fernando López Miras, politico e avvocato spagnolo (Lorca, n. 1983)
- Fernando Miyares y Gonzáles, politico cubano (Santiago di Cuba, n. 1749 - Santiago di Cuba, † 1818)
- Fernando de los Ríos, politico spagnolo (Ronda, n. 1879 - New York, † 1949)
- Fernando Rossi, politico italiano (Portomaggiore, n. 1946)
- Fernando Schiavetti, politico e giornalista italiano (Roma, n. 1892 - † 1970)
- Fernando Tambroni, politico italiano (Ascoli Piceno, n. 1901 - Roma, † 1963)
- Fernando Teixeira dos Santos, politico portoghese (Maia, n. 1951)
- Fernando Villavicencio, politico e giornalista ecuadoriano (Alausí, n. 1963 - Quito, † 2023)
- Fernando Wood, politico e mercante statunitense (Filadelfia, n. 1812 - Hot Springs, † 1881)
- Fernando da Piedade Dias dos Santos, politico angolano (Luanda, n. 1952)
- Fernando José de França Dias Van-Dúnem, politico e diplomatico angolano (Luanda, n. 1934 - Lisbona, † 2024)
- Fernando de Valdés y Salas, politico e vescovo spagnolo (Salas, n. 1483 - Madrid, † 1568)
- Fernando de Valenzuela, politico spagnolo (Napoli, n. 1636 - Messico, † 1692)

## Presbiteri(3)
- Fernando Ocáriz Braña, presbitero e teologo spagnolo (Parigi, n. 1944)
- Berardo Rossi, presbitero, religioso e scrittore italiano (Montecuccolo, n. 1922 - Parma, † 2013)
- Fernando de la Torre Farfán, presbitero, poeta e scrittore spagnolo (Siviglia, n. 1609 - † 1677)

## Produttori cinematografici(1)
- Fernando Ghia, produttore cinematografico italiano (Roma, n. 1935 - Roma, † 2005)

## Produttori discografici(1)
- Fernando Garibay, produttore discografico e compositore messicano (n. 1982)

## Pugili(5)
- Fernando Atzori, pugile italiano (Ales, n. 1942 - Firenze, † 2020)
- Fernando Jannilli, pugile italiano (Roma, n. 1920 - Roma, † 2003)
- Fernando Montiel, pugile messicano (Los Mochis, n. 1979)
- Fernando Proietti, pugile e criminale italiano (Roma, n. 1936 - Roma, † 1982)
- Fernando Vargas, ex pugile e attore statunitense (Oxnard, n. 1977)

## Rapper(2)
- Fernandocosta, rapper spagnolo (Ibiza, n. 1995)
- Yung Beef, rapper spagnolo (Granada, n. 1990)

## Registi(16)
- Fernando Ayala, regista cinematografico, produttore cinematografico e sceneggiatore argentino (Gualeguay, n. 1920 - Buenos Aires, † 1997)
- Fernando Birri, regista cinematografico argentino (Santa Fe, n. 1925 - Roma, † 2017)
- Fernando Cerchio, regista, sceneggiatore e montatore italiano (Luserna San Giovanni, n. 1914 - Mentana, † 1974)
- Nando Cicero, regista e attore italiano (Asmara, n. 1931 - Roma, † 1995)
- Fernando Coimbra, regista e sceneggiatore brasiliano (Ribeirão Preto, n. 1976)
- Fernando Colomo, regista, sceneggiatore e produttore cinematografico spagnolo (Madrid, n. 1946)
- Fernando Di Leo, regista e sceneggiatore italiano (San Ferdinando di Puglia, n. 1932 - Roma, † 2003)
- Fernando Franco, regista e montatore spagnolo (Siviglia, n. 1976)
- Fernando de Fuentes, regista messicano (Veracruz, n. 1894 - Città del Messico, † 1958)
- Fernando González Molina, regista e sceneggiatore spagnolo (Pamplona, n. 1975)
- Fernando León de Aranoa, regista e sceneggiatore spagnolo (Madrid, n. 1968)
- Fernando Lopes, regista portoghese (Alvaiázere, n. 1935 - Lisbona, † 2012)
- Fernando Meirelles, regista e sceneggiatore brasiliano (San Paolo, n. 1955)
- Fernando Trueba, regista e sceneggiatore spagnolo (Madrid, n. 1955)
- Fernando Scarpa, regista, regista teatrale e attore teatrale italiano (Milano, n. 1968)
- Fernando Ezequiel Solanas, regista e politico argentino (Buenos Aires, n. 1936 - Parigi, † 2020)

## Religiosi(2)
- Fernando Martins, religioso e medico portoghese (Roriz, n. 1423)
- Fernando Saavedra, religioso e compositore di scacchi spagnolo (Siviglia, n. 1847 - Dublino, † 1922)

## Rugbisti a 15(4)
- Fernando Díaz Alberdi, ex rugbista a 15 e allenatore di rugby a 15 argentino (Buenos Aires, n. 1972)
- Fernando Higgs, ex rugbista a 15 argentino (Mendoza, n. 1979)
- Fernando Morel, ex rugbista a 15 e allenatore di rugby a 15 argentino (Buenos Aires, n. 1958)
- Fernando Parrado, ex rugbista a 15 uruguaiano (Montevideo, n. 1949)

## Scacchisti(2)
- Fernando Braga, scacchista argentino (Buenos Aires, n. 1958)
- Fernando Peralta, scacchista argentino (Lomas de Zamora, n. 1979)

## Schermidori(7)
- Fernando Casares, schermidore spagnolo (n. 1980)
- Fernando Cavallini, schermidore italiano (Livorno, n. 1893 - Livorno, † 1976)
- Fernando Huergo, schermidore argentino (Buenos Aires, n. 1908 - † 1995)
- Fernando Lúpiz, ex schermidore argentino (Buenos Aires, n. 1953)
- Fernando Medina, schermidore spagnolo (Siviglia, n. 1973)
- Fernando Scavasin, schermidore brasiliano (San Paolo, n. 1984)
- Fernando de la Peña y Olivas, ex schermidore spagnolo (Madrid, n. 1959)

## Sciatori alpini(1)
- Fernando Schmed, ex sciatore alpino svizzero (n. 1991)

## Scrittori(14)
- Fernando Agnoletti, scrittore e giornalista italiano (Firenze, n. 1875 - Firenze, † 1933)
- Fernando Álvarez de Toledo, scrittore e militare spagnolo (Siviglia, n. 1550 - Santiago del Cile, † 1633)
- Fernando Aramburu, scrittore e poeta spagnolo (San Sebastián, n. 1959)
- Fernando Colombo, scrittore e geografo italiano (Cordova, n. 1488 - Siviglia, † 1539)
- Fernando Fernán Gómez, scrittore, drammaturgo e regista spagnolo (Lima, n. 1921 - Madrid, † 2007)
- Fernando Marías, scrittore e sceneggiatore spagnolo (Bilbao, n. 1958 - Madrid, † 2022)
- Fernando Palazzi, romanziere, lessicografo e critico letterario italiano (Arcevia, n. 1884 - Milano, † 1962)
- Fernando del Paso, scrittore, saggista e poeta messicano (Città del Messico, n. 1935 - Guadalajara, † 2018)
- Fernando de Rojas, scrittore spagnolo (La Puebla de Montalbán, n. 1465 - Talavera de la Reina, † 1541)
- Fernando Sabino, scrittore e giornalista brasiliano (Belo Horizonte, n. 1923 - Rio de Janeiro, † 2004)
- Fernando Sorrentino, scrittore argentino (Buenos Aires, n. 1942)
- Fernando Tarrida del Mármol, scrittore, attivista e anarchico cubano (L'Avana, n. 1861 - Londra, † 1915)
- Fernando Vallejo, scrittore, saggista e regista colombiano (Medellín, n. 1942)
- Nando dalla Chiesa, scrittore, sociologo e politico italiano (Firenze, n. 1949)

## Scultori(1)
- Fernando Estévez, scultore, pittore e urbanista spagnolo (La Orotava, n. 1788 - San Cristóbal de La Laguna, † 1854)

## Siepisti(1)
- Fernando Carro, siepista spagnolo (Madrid, n. 1992)

## Sindacalisti(1)
- Fernando Santi, sindacalista e politico italiano (Parma, n. 1902 - Parma, † 1969)

## Sportivi(1)
- Fernando Belasteguín, sportivo argentino (Pehuajó, n. 1979)

## Statistici(1)
- Fernando Giaccardi, statistico e economista italiano (Parigi, n. 1903 - Torino, † 1970)

## Storici(1)
- Fernando de Alva Cortés Ixtlilxochitl, storico messicano (Texcoco - Città del Messico, † 1648)

## Tennisti(7)
- Fernando Gentil, ex tennista brasiliano (n. 1950)
- Fernando Luna, ex tennista spagnolo (Ciudad Real, n. 1958)
- Fernando Meligeni, ex tennista brasiliano (Buenos Aires, n. 1971)
- Fernando Olozaga, ex tennista spagnolo
- Fernando Roese, ex tennista brasiliano (Novo Hamburgo, n. 1965)
- Fernando Romboli, tennista brasiliano (Guarujá, n. 1989)
- Fernando Verdasco, ex tennista e allenatore di tennis spagnolo (Madrid, n. 1983)

## Tenori(2)
- Fernando Carpi, tenore italiano (Firenze, n. 1876 - Ginevra, † 1959)
- Fernando De Lucia, tenore italiano (Napoli, n. 1860 - Napoli, † 1925)

## Tiratori a segno(1)
- Fernando Soledade, tiratore a segno brasiliano (Rio de Janeiro, n. 1879 - Rio de Janeiro, † 1959)

## Traduttori(1)
- Fernando de Diego, traduttore e esperantista spagnolo (Guadalajara, n. 1919 - Saragozza, † 2005)

## Triatleti(1)
- Fernando Alarza, triatleta spagnolo (Talavera de la Reina, n. 1991)

## Trovatori(1)
- Fernando Esquío, trovatore spagnolo

## Tuffatori(1)
- Fernando Platas, tuffatore messicano (Città del Messico, n. 1973)

## Velisti(1)
- Fernando Echavarri, velista spagnolo (Santander, n. 1972)

## Vescovi cattolici(12)
- Fernando Arêas Rifan, vescovo cattolico brasiliano (São Fidélis, n. 1950)
- Fernando María Bargalló, vescovo cattolico argentino (Buenos Aires, n. 1954)
- Fernando Charrier, vescovo cattolico italiano (Roure, n. 1931 - Alessandria, † 2011)
- Fernando Mario Chávez Ruvalcaba, vescovo cattolico, filosofo e teologo messicano (Zacatecas, n. 1932 - Zacatecas, † 2021)
- Fernando Filograna, vescovo cattolico italiano (Lequile, n. 1952)
- Fernando García Cadiñanos, vescovo cattolico spagnolo (Burgos, n. 1968)
- Fernando Lugo, vescovo cattolico e politico paraguaiano (San Pedro del Paraná, n. 1951)
- Fernando Maio de Paiva, vescovo cattolico portoghese (São Pedro do Sul, n. 1962)
- Fernando Mason, vescovo cattolico e missionario italiano (Loreggia, n. 1945)
- Fernando Panico, vescovo cattolico italiano (Tricase, n. 1946)
- Fernando Prado Ayuso, vescovo cattolico spagnolo (Bilbao, n. 1969)
- Fernando Valera Sánchez, vescovo cattolico spagnolo (Bullas, n. 1960)

## Senza attività specificata(1)
- Fernando Collor de Mello, ex politico brasiliano (Rio de Janeiro, n. 1949)